# Puhovac (Aleksandrovac)
Pour les articles homonymes, voir Puhovac.
Puhovac (en serbe cyrillique : Пуховац) est un village de Serbie situé dans la municipalité d'Aleksandrovac, district de Rasina. Au recensement de 2011, il comptait 458 habitants.

## Démographie

### Évolution historique de la population
| 1948 | 1953 | 1961 | 1971 | 1981 | 1991 | 2002 | 2011 |
| ---- | ---- | ---- | ---- | ---- | ---- | ---- | ---- |
| 451  | 499  | 543  | 495  | 388  | 531  | 482  | 458  |

|  |